# Brasiella banghaasi
Brasiella (Brasiella) banghaasi – gatunek chrząszcza z rodziny biegaczowatych i podrodziny trzyszczowatych.

## Taksonomia
Gatunek opisany został w 1907 roku przez Walthera Hermanna Richarda Horna, jako Cicindela banghaasi.
B. banghaasi należy do grupy minarum-species group, gdzie jest siostrzanym gatunkiem dla grupy złożonej z B. hamulipenis i B. brevipalpis.

## Opis
Ciało samców długości 6,5 do 7 mm, a samic 7 mm. Głowa ze szczecinkami między oczami, na czole, policzkach, ciemieniu, a czasem też nadustku. Labrum jedno- do niewyraźnie trójzębnego. Głowa i przedplecze czarne lub bardzo ciemnobrązowe, matowe, z kilkoma miedzianymi i zielonymi refleksami. Pokrywy bardzo ciemnobrązowe z miedzianymi refleksami i zielonymi punktami. Na pokrywach przepaska brzegowa i lunule wierzchołkowe szerokie, a przepaska środkowa skośna i szeroka. Pleuron miedziano-niebiesko-zielony, umiarkowanie oszczeciniony. Spód ciała czarny z niebiesko-zielonymi i miedzianymi refleksami.

## Rozprzestrzenienie
Chrząszcz ten zamieszkuje krainę neotropikalną. Wykazany został z Paragwaju, Boliwii i południowej Brazylii (stan Mato Grosso).